# My Perfect Blue/ゆくゆくは
「My Perfect Blue/ゆくゆくは」（マイ パーフェクト ブルー/ゆくゆくは）は、柴咲コウの26枚目のシングル（RUI、KOH+名義含む）。2012年10月31日にNAYUTAWAVE RECORDSからCDがリリースされた。

## 解説
両A面シングルである。「My Perfect Blue」は柴咲のシングルA面バラードとしては、2008年10月1日の「最愛」（KOH+名義。映画『容疑者Xの献身』主題歌）以来約4年ぶりのリリースである。またTBS系ドラマ 宮部みゆきミステリー『パーフェクト・ブルー』の主題歌として、作詞はドラマタイトルのイメージから「“夕暮れから夜に変わる空の青”の世界や、ドラマのテーマを丁寧に拡げながら」柴咲が書き上げた。テレビドラマ主題歌のバラードとしては、『砂時計』の「ひと恋めぐり」（2007年3月28日）以来約5年半ぶりのリリースである。
また「ゆくゆくは」は、「抗わず」「自分らしくイキイキと生きる女性の美しさ」 をテーマに奥田民生とのコラボレーションにより制作した軽快なポップナンバーで、作曲の一部は柴咲も担当している。花王アジエンスのCMソングである。
柴咲コウのコメント
- （My Perfect Blue）「空を見つめるときは、大抵何かに思いをはせていて、そのときの想いが詰まった、美しく静かなその空の色が、自分にとってのパーフェクトな色合いなんです。そんな想いを今回の歌詞とタイトルに込めました。忘れられない人がいる人、追憶を大切にしたい人にこの曲を聞いてもらえたら、と思います」（TBS『パーフェクト・ブルー』公式サイトより引用[3]）
- （ゆくゆくは）「民生さんみたいにもっとさらっと生きたいなって思うんです。ただこの曲の歌詞を書くにあたっては、私のそんな思いをお説教のような形で歌詞にしても聴きたくない人だっているだろうから、『流れのままに生きて、自分を浄化して軽くなったときに何が残るのかな？』っていうことを歌詞にしたんです」（音楽ナタリーより引用[4]）

## 収録曲
CD
全作詞：柴咲コウ
1. My Perfect Blue [5:02]
作曲・編曲：内澤崇仁［androp］、ストリングスアレンジ：千住明
2. ゆくゆくは [4:21]
作曲：奥田民生・柴咲コウ、編曲：奥田民生
3. My Perfect Blue -Instrumental-
4. ゆくゆくは -Instrumental-

DVD (初回限定盤のみ)
- また、うまれるころには - Music Video -

## 収録アルバム
My Perfect Blue
- 『リリカル*ワンダー』
- 『KO SHIBASAKI ALL TIME BEST 詩』

ゆくゆくは
- 『リリカル*ワンダー』
- 『KO SHIBASAKI ALL TIME BEST 詩』

## 晴れ女伝説
柴咲は本作リリース前の10月7日、神奈川県藤沢市辻堂のテラスモール湘南において、「柴咲コウ『My Perfect Blue / ゆくゆくは』リリース記念 SPECIAL MINI LIVE」と題する自身初の野外フリーライブを行った。ライブでは約5000人の観客を前に「最愛」、「with you」、「My Perfect Blue」の3曲を披露した。当日の天候は午前から雨だったが、14時開演の5分前ほどで俄に雨が上がり、青空も広がった。この事は同年12月11日、アルバム『リリカル*ワンダー』リリース前日のクリスマス・ライブイベント『Ko Shibasaki 10th Anniversary "X'mas リリカル＊ワンダー＊パーティー"』中のトークテーマにおいて、「噂の晴れ女伝説！」として取り上げられることとなった。以降も、柴咲出演の野外ライブでは晴れが続いている（下表参照）。因みに晴れ女とは逆に屋内ライブ開催時に台風に直撃された事もあり、この事は「ねんりきくらぶ」結成の由来ともなっている。

### 柴咲コウの野外ライブ出演一覧
|     | 開催場所         | 開催日        | 形態                         | 天候 | 備考 |
| --- | ---------------- | ------------- | ---------------------------- | ---- | --- |
| 1st | テラスモール湘南 | 2012年10月7日 | フリーライブ                 | 上記 | 初めての野外フリーライブ。 |
| 2nd | 夢の島公園       | 2013年8月11日 | WORLD HAPPINESS 2013に出演   | 晴れ | WOWOWで翌月1日に放映された。またフェスのユニット「The おそ松くんズ」は2017年に「The おそ松さんズ with 松野家6兄弟」として再結成された。 |
| 3rd | ラゾーナ川崎     | 2014年8月30日 | フリーライブ                 | 晴れ | ビクター移籍&「蒼い星」リリース記念。                                                                                                   |
| 4th | 池上本門寺       | 2017年9月30日 | 「柴咲寺院」〜月夜の宴〜     | 晴れ | 『おんな城主 直虎』収録期間中。 |
| 5th | 平安神宮         | 2017年10月9日 | 「柴咲神宮」〜月夜の宴〜     | 晴れ | 『おんな城主 直虎』クランクアップ2日前。                                                                                                |
| 6th | 伊勢神宮         | 2018年9月19日 | 内宮参集殿において歌唱奉納。 | 晴れ | 告知はなく、観客は参拝者のみ。環境特別広報大使として、「月のしずく」のみの奉納。                                                        |
| 7th | 厳島神社         | 2019年4月6日  | 本殿前高舞台より歌唱奉納。   | 晴れ | ライブツアー『EARTH THE KO』オープニング・セレモニーとして、客席は平舞台に特設。                                                        |

## 試聴（公式）
- My Perfect Blue （ミュージックビデオ） - YouTube
- ゆくゆくは （ミュージックビデオ） - YouTube
- また、うまれるころには （ミュージックビデオ） - YouTube